# 朴恩惠
朴恩惠（韓語：박은혜，1978年2月21日—），韓國女演員。因演出電視劇《大長今》裡的李連生一角而聞名。

## 簡歷
在朴恩惠20歲那年，她陪朋友去一家女性雜誌社兌換獎品，結果被總編輯挖掘，邀請她擔任服裝模特兒。之後，朴恩惠就從拍攝樂天餅乾廣告出道，她從拍MTV、廣告，一路拍到電視劇和電影。因為她有著亮麗的外型，雖然踏入演藝圈很容易，但總是接不到女主角的位子，較多演出一些乖乖女的角色。
2001年，有導演看好她的潛力，找他和黎民拍攝電影《天士夢》，朴恩惠對這電影抱著很大的期望，希望能靠這部電影讓她的知名度有些突破，但是票房卻不理想，讓她感到失落。之後，她連接戲的動力也沒有了，決定放下工作開始學習日文。
2003年，接演《大長今》中的李蓮生一角，在這部劇中，她從小就是長今的好友，始終對她不離不棄，但有時顯得笨笨的。不過朴恩惠當時比較想要演裡面的反派『今英』這個角色，因為比較有挑戰性，或許因為長相的關係吧，說服不了導演。《大長今》在韓國播放期間收視率一直保持在50%左右，在亞洲也有不少劇迷。在伊朗，甚至有收視率90%的奇蹟。除了李英愛藉此劇名聲享譽國際，其中朴恩惠雖然僅飾演配角，但也發展得很好，從此之後朴恩惠在許多電視劇中演出女主角的角色。
2006年與周渝民等人合作主演台灣偶像劇《深情密碼》，在裡面飾演一名因車禍驚嚇過度而失聲的啞女。
2010年，憑《粉紅色口紅》奪得女子優秀演技獎。
2018年，媒體揭露朴恩惠已離婚，她把生活重心放在照顧孩子，因此當時的演出作品較少。

## 個人生活
2008年4月28日與年長4歲的企業家金漢燮舉行結婚典禮，同年7月宣布懷胎兩個月卻不幸小產，一度令她十分沮喪。2011年8月在首爾大學附屬醫院產下雙胞胎男嬰。媒體在2018年9月14日揭露朴恩惠已離婚，日後將獨力撫養2子。她透過經紀公司表示，雙方因為價值觀不同，經過多方考量後，決定放手各自展開新生活，不希望外界多加揣測，也請不要打擾或傷害他們的家人。

## 作品列表

### 電視劇
| 年份   | 電視台   | 劇名                     | 角色              | 備註     |
| 1995年 |          | 《彼得波》               | 溫蒂              | 音樂劇   |
| 1997年 | SBS      | 《LA 阿里郎》            |                   |          |
| 1998年 | MBC      | 《六個孩子》             | 薰伊              |          |
| 2000年 | MBC      | 《三朋友》               |                   |          |
| 2001年 | MBC      | 《眼淚的訴說》           |                   |          |
| 2001年 | MBC      | 《每天與你》             |                   |          |
| 2003年 | MBC      | 《大長今》               | 李連生            |          |
| 2004年 | SBS      | 《小島老師》             | 尹智英            |          |
| 2004年 | SBS      | 《大小姐們》             | 鄭賢德            |          |
| 2005年 | KBS      | 《18．29》               | 申智英            |          |
| 2006年 | MBC      | 《火花遊戲》             | 車薇安            |          |
| 2006年 | 台灣     | 《深情密碼》             | 趙深深            |          |
| 2007年 | SBS      | 《相愛的人啊》           | 尹賢珠            |          |
| 2007年 | MBC      | 《李祘》                 | 孝懿王后金氏      |          |
| 2009年 | tvN      | 《刑警Mr.LEE》           |                   |          |
| 2010年 | MBC      | 《粉紅色口紅》           | 柳佳恩            |          |
| 2012年 | MBC      | 《不能沒有你的生活》     | 徐仁慧            |          |
| 2013年 | SBS      | 《兩個女人的房間》       | 閔晴彩            |          |
| 2014年 | KBS      | 《Drama Special－冤魂》  | 閔由善            |          |
| 2015年 | KBS      | 《生意之神 - 客主2015》  | 千韶禮            |          |
| 2016年 | KBS      | 《Beautiful Mind》       | 沈銀河            |          |
| 2017年 | SBS      | 《甜蜜的冤家》           | 吳月兒            |          |
| 2020年 | tvN      | 《哈囉掰掰，我是鬼媽媽》 | 徐鳳燕            |          |
| 2020年 | JTBC     | 《雙甲路邊攤》           | 中殿/申智慧       | 特別出演 |
| 2020年 | JTBC     | 《别放精神線》           | 愛莉絲的姨母      | 特別出演 |
| 2020年 | TV朝鮮   | 《復仇吧》               | 車怡賢            |          |
| 2021年 | 韓國KBS2 | 《戀慕》                 | 金氏夫人          |          |
| 2022年 | Netflix  | 《還魂》                 | 陳湖警 辰曜院院長 |          |
| 2021年 |          | 《再次飛翔》             |                   | 音樂劇   |

### 電影
- 1998年：《青春無悔》
- 2000年：《死亡錄播》
- 2000年：《天士夢》
- 2004年：《長腿叔叔》
- 2006年：《February 29》
- 2006年：《Sunflower》（客串）
- 2007年：《夜晚和白天》
- 2009年：《死期將至》
- 2015年：《危險的相見禮2》
- 2017年：《鋼鐵雨》

### MV
- 鄭喆《下雨了》（與朴智彬）

## 座右銘
如果只有太陽的照射，那麼那個地方將會成為沙漠

## 廣告
- 樂天制果Chanchan
- 皇冠糕點糯米
- 樂天Hi-Mart
- LG U+
- 大京建設帕米爾
- Hana Cosmetics
- Yonseng Tangerine Chocolates

## 宣傳大使
- 2009年司法部大使牽手愛心行動
- 2009年上海國際化妝品博覽會形像大使
- 2009年	公共管理和安全部自行車大使
- 2009年仁川訪問年名譽大使
- 2009年釜山國際廣告節大使
- 2009年釜山國際版畫節 Merle-Art Show 2009 大使
- 2009年首爾江南區宣傳大使
- 2010年孩子們和未來的大使
- 2010年濟州七大自然奇觀世界大使
- 2010年厚生省推進大使
- 2012五松化妝品美容世博會大使
- 2012韓國生活電話大使

## 獎項
- 2008年第9屆釜山影評人協會獎最佳新人女演員
- 2009年第二屆韓國分享大獎特別大獎
- 2010年MBC演技大賞女子優秀獎
- 2011年厚生勞動大臣表彰

## 節目主持、嘉賓
- 2004年6月18日 － 11月5日：KBS《Music Bank》
- 2006年5月1日 － 2007年4月15日MBC《奔跑吧》
- KBS1《TV Carries Love》(嘉賓)
- 2012年KBS電視劇:《選美皇后第一、二季》
- 2012年-MBC-MBC特別直播 - 2012韓國歸鄉村節《農業是未來》
- 2012年-電視網-《SNS營銷節目售罄企劃》
- 2014年-KBS2-《美食之王（朝鲜语：밥상의 신）》
- 2014年-通道A-《我現在就去見你（朝鲜语：이제 만나러 갑니다）》
- 2015年-MBC-《MBC紀錄片 Prime - 讓你變胖的肥胖細菌》配音
- 2015年-網狀網絡-《怎麼長大的（朝鲜语：어쩌다 어른）》(嘉賓，第六集)
- 2019年-電視網-《Sumine Side Dishes》
- 2019年-MBN-《我們可以再愛一次嗎（朝鲜语：우리 다시 사랑할 수 있을까）》
- 2020年-KBS2-《屋頂房間裡的煩惱男孩（朝鲜语：옥탑방의 문제아들）》
- 2020年-MBN-《我們可以再愛一次嗎（朝鲜语：우리 다시 사랑할 수 있을까）》
- 2021年-SBS- 《TV動物農場》

## 外部連結
- NAVER搜索 （页面存档备份，存于）
- 朴恩惠的X（前Twitter）
- 朴恩惠的新浪微博
- 朴恩惠的Instagram帳戶